# Сілі (Техас)
Сілі (англ. Sealy) — місто (англ. city) в США, в окрузі Остін штату Техас. Населення — 6839 осіб (2020).

## Географія
Сілі розташоване за координатами 29°45′54″ пн. ш. 96°9′41″ зх. д. / 29.76500° пн. ш. 96.16139° зх. д. (29.764898, -96.161338).  За даними Бюро перепису населення США в 2010 році місто мало площу 26,29 км², з яких 25,93 км² — суходіл та 0,36 км² — водойми. В 2017 році площа становила 35,06 км², з яких 34,65 км² — суходіл та 0,41 км² — водойми.

## Демографія
Згідно з переписом 2010 року, у місті мешкало 6019 осіб у 2207 домогосподарствах у складі 1534 родин. Густота населення становила 229 осіб/км².  Було 2495 помешкань (95/км²).
Расовий склад населення:
| - 71,2 % — білих - 12,1 % — чорних або афроамериканців - 0,7 % — азіатів - 0,3 % — корінних американців - 12,8 % — осіб інших рас |

До двох чи більше рас належало 2,8 %. Частка іспаномовних становила 38,5 % від усіх жителів.
За віковим діапазоном населення розподілялося таким чином: 28,2 % — особи молодші 18 років, 58,7 % — особи у віці 18—64 років, 13,1 % — особи у віці 65 років та старші. Медіана віку мешканця становила 34,2 року. На 100 осіб жіночої статі у місті припадало 94,0 чоловіків;  на 100 жінок у віці від 18 років та старших — 89,9 чоловіків також старших 18 років.
Середній дохід на одне домашнє господарство  становив 61 529 доларів США (медіана — 42 926), а середній дохід на одну сім'ю — 74 865 доларів (медіана — 57 486). Медіана доходів становила 36 073 долари для чоловіків та 34 844 долари для жінок. За межею бідності перебувало 15,9 % осіб, у тому числі 25,8 % дітей у віці до 18 років та 8,5 % осіб у віці 65 років та старших.
Цивільне працевлаштоване населення становило 2971 особа. Основні галузі зайнятості: виробництво — 25,5 %, освіта, охорона здоров'я та соціальна допомога — 20,7 %, роздрібна торгівля — 15,6 %.